# Eoscarta kotoshonis
Eoscarta kotoshonis är en insektsart som beskrevs av Matsumura 1938. Eoscarta kotoshonis ingår i släktet Eoscarta och familjen spottstritar. Inga underarter finns listade i Catalogue of Life.